# Der König in Thule

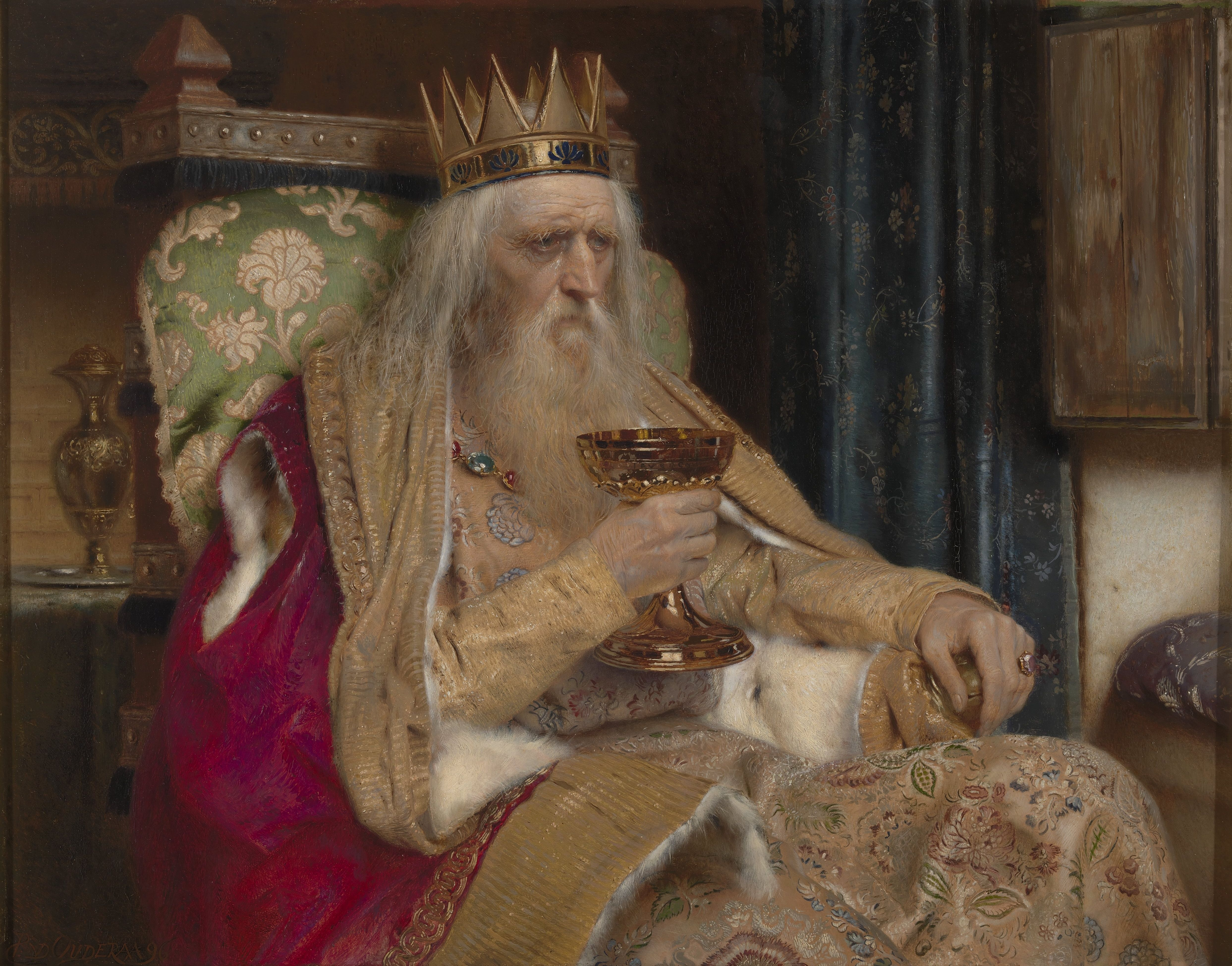
Der König von Thule. Gemälde von Pierre Jean Van der Ouderaa (1896)

Der König in Thule ist eine Ballade von Johann Wolfgang Goethe aus dem Jahr 1774. Sie ist in Goethes Faust in die Szene „Abend“ (V. 2759–2782) eingebettet und wird dort von Gretchen gesungen. Die Frage, ob der Text von Anfang an von Goethe als Teil des „Faust“-Stoffes konzipiert war oder ob der Text unabhängig von dem Drama entstanden ist, ist nicht eindeutig zu klären. Oftmals wird auf Goethes Gedicht Bezug genommen, indem als Titel Der König von Thule genannt wird.

## Inhalt

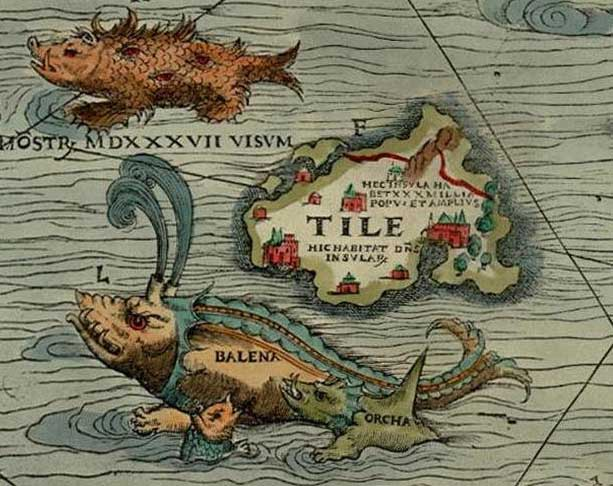
Thule

Das Gedicht lautet in der Druckfassung von 1808:
Es war ein König in Thule

Gar treu bis an das Grab,

Dem sterbend seine Buhle

Einen goldnen Becher gab.

Es ging ihm nichts darüber,

Er leert ihn jeden Schmaus;

Die Augen gingen ihm über,

So oft er trank daraus.

Und als er kam zu sterben,

Zählt’ er seine Städt’ im Reich,

Gönnt’ alles seinem Erben,

Den Becher nicht zugleich.

Er saß beym Königsmahle,

Die Ritter um ihn her,

Auf hohem Väter-Saale,

Dort auf dem Schloß am Meer.

Dort stand der alte Zecher,

Trank letzte Lebensgluth,

Und warf den heiligen Becher

Hinunter in die Fluth.

Er sah ihn stürzen, trinken

Und sinken tief ins Meer,

Die Augen thäten ihm sinken,

Trank nie einen Tropfen mehr.
Das nach Art eines Märchens beginnende Gedicht spielt in dem sagenumwobenen Thule, nach antiker Vorstellung der nördlichsten Insel. Es handelt von der bewundernswerten, beispielhaften Liebe und Treue eines Königs zu seiner vor ihm verstorbenen geliebten Partnerin. Mit dem Wort „Buhle“ kann sowohl die Ehefrau des Königs als auch eine Geliebte gemeint sein.
Der Becher, den die „Buhle“ dem König übergibt, fungiert als Symbol, und zwar der Treue, der Weiblichkeit, der Liebe, der Religion, der Lebenskraft, aber auch des Todes. Der hohe Wert des Bechers wird dadurch betont, dass er aus Gold besteht und bei „jedem Schmaus“ (also täglich) exklusiv vom König benutzt wird. Obwohl es sich um einen „königlichen“ Becher handelt, wird er nicht zum Teil eines „Königsschatzes“, der vererbbar wäre oder anderweitig verfügbar gemacht werden dürfte, sondern bleibt ein höchstpersönlicher Wertgegenstand des Königs, von dessen Benutzung er andere nach seinem Tod sicher ausschließen will.
Als der König zum sentimentalen „alten Zecher“ geworden ist und seinen nahen Tod ahnt, ruft er seine Ritter im Ahnensaal zu einer Art „letztem Abendmahl“ zusammen und wirft den Becher ins Meer, wo dieser, bevor er versinkt, sich von einem aktiven Lebensspender in einen „Wasser Trinkenden“ verwandelt. Da Wasser ein Symbol für das Leben ist, nimmt damit der Becher in genau dem Augenblick das Leben auf, in dem es der König verliert.
Der König in Thule ist ein formstrenges Gedicht, das nach Art eines Märchens („Es war [einmal] … “) beginnt. Die von ihm erzählte Handlung spielt in einem nicht genau lokalisierbaren, sagenhaften Land, offenbar im Mittelalter: Die Ritter um den König herum in dem „hohen Vätersaale“ erinnern an König Artus’ Tafelrunde, der Becher mitsamt seiner Wirkung an den Heiligen Gral. Die Handlung läuft, ähnlich wie in einer Novelle, auf einen „unerhörten“ Schluss zu: Der König „enterbt“ teilweise seine Nachkommen, indem er ihnen sein wertvollstes Eigentum vorenthält.

## Form und Sprachgebrauch
Strophenbau, Metrum und Ton der Ballade Der König in Thule verweisen auf die Gattung Volkslied: Die Ballade besteht aus sechs Strophen mit je vier Versen und enthält einen Kreuzreim mit abwechselnd männlicher und weiblicher Kadenz. Das Metrum ist durchweg dreihebig, die Melodie der Vertonung einfach und einprägsam.
Die Wort- und Bildwahl verweist durch Formulierungen wie „gar treu“, „Buhle“ oder „Die Augen gingen ihm über“ auf eine schon Ende des 18. Jahrhunderts längst vergangene Zeit.

## Funktion des Liedes im DramaFaust
Für den Urfaust hatte Goethe die folgende Version seines Gedichts vorgesehen:
Es war ein König in Tule,

Einen goldnen Bächer er hätt

Empfangen von seiner Bule

Auf ihrem Todtesbett.

Der Becher war ihm lieber,

Tranck draus bey iedem Schmaus.

Die Augen gingen ihm über,

So offt er tranck daraus. […]
In beiden Versionen des Faust-Dramas singt Gretchen das Lied beim Auskleiden, bevor sie das Geschenk findet, das Faust mit Mephistopheles’ Hilfe in ihrem Zimmer hinterlassen hat. Gretchen träumt nach Teenager-Art von der „romantischen Liebe“, die durch einen kostbaren Gegenstand (hier: den goldenen Becher) besiegelt wird, und zeigt damit ihre Bereitschaft zu einer solchen Liebe. Der diabolische Charakter des Geschenks, das anschließend auf sie wartet, und letztlich auch der sich anbahnenden Beziehung zu Faust wird ihr angesichts der Stimmung, in der sie sich befindet, nicht bewusst.
Das Lied passt nicht nur thematisch zur Gretchentragödie, sondern auch sprachlich zur Figur Gretchen, und zwar insofern, als diese in Faust überwiegend im neuhochdeutschen Knittelvers spricht, dem Rhythmus des „Thule“-Gedichts.

## Rezeption

### Intertextualität
Goethes Gedicht galt im 19. Jahrhundert als allgemein bekanntes „Bildungsgut“, dessen Kenntnis im Publikum durch eine Vielzahl von Texten vorausgesetzt wurde, in denen auf Goethes Gedicht, teilweise auch auf dessen Verwendung im Faust-Drama, angespielt wird.

#### Clemens Brentano:Der Jäger an den HirtenundJäger und Hirt
Der Romantiker Clemens Brentano schrieb 1803 eine Art Fortsetzung von Goethes Ballade, ebenfalls in Gedichtform, unter dem Titel Der Jäger an den Hirten:
[…] Geister reichen mir den Becher,

Reichen mir die kalte Hand,

Denn ich bin ein frommer Zecher,

Scheue nicht den glühen Rand.

Die Sirene in den Wogen,

Hätt’ sie mich im Wasserschloß,

Gäbe, den sie hingezogen,

Gern den Fischer wieder los.

Aber ich muß fort nach Thule,

Suchen auf des Meeres Grund

Einen Becher, meine Buhle

Trinkt sich nur aus ihm gesund.

Wo die Schätze sind begraben

Weiß ich längst, Geduld, Geduld,

Alle Schätze werd’ ich haben

Zu bezahlen alle Schuld. […]
In diesem vor der Veröffentlichung von Goethes Faust verfassten Gedicht bestreitet das lyrische Ich, ein Jäger, dass es dem König von Thule gelingen werde, den goldenen Becher für immer der Nachwelt zu entziehen. Denn jemandem wie dem Jäger werde es gelingen, „alle Schätze“ zu heben. 
Das Gedicht überarbeitete Brentano und brachte die neue Fassung 1817 unter dem Titel Jäger und Hirt heraus. Dabei berücksichtigte er orgiastische Szenen aus Goethes Faust.

#### Justinus Kerner: Die schwäbischen Sänger. An Goethe
Justinus Kerner adressierte an den verstorbenen Goethe posthum ein Gedicht, welches allerdings eher wie ein apologetisches Gedicht für die schwäbische Romantik, bzw. für die schwäbische Dichterschule zu verstehen ist.
Die Nachtigall im frischen Hain

Singt wohl gar schöne Weisen,

Doch ist der Vogel nicht allein

Ob solcher Kunst zu preisen.

Kein König ist im freien Wald,

Wo bunt ringsum Gesang erschallt.

Da singet jeder seine Weis’

Nach seinem eignen Schnabel,

Ob Nachtigall, ob Fink er heiß’,

Wenn schön nicht, doch passabel.

Die Wachtel bleibt beim Wachtelschlag,

Fink nicht wie Lerche singen mag.

So ist’s im schwäb’schen Sängerhain;

Preis, Sänger dir von Thule!

Doch hör’ es unterm Leichenstein:

Bei uns gibt’s keine Schule,

Mit eignem Schnabel jeder singt,

Was halt ihm aus dem Herzen springt.

#### Heinrich Heine:Der neue Alexander
1846, im Kontext des Vormärz, verfasste Heinrich Heine das Gedicht Der neue Alexander, dessen erste zwei Strophen mit den Worten beginnen:
Es ist ein König in Thule, der trinkt

Champagner, es geht ihm nichts drüber;

Und wenn er seinen Champagner trinkt,

Dann gehen die Augen ihm über.

Die Ritter sitzen um ihn her,

Die ganze Historische Schule;

Ihm aber wird die Zunge schwer,

Es lallt der König von Thule: […]
Für Heinrich Heine ist der König von Thule ein schwadronierender Stammtischbruder, der sich in seinen Träumen von Größe (er will so sein wie Alexander der Große) von seinen bürgerlichen Geistesverwandten nur durch die Standeszugehörigkeit unterscheide.

#### Georg Wilhelm Rauchenecker:Die letzten Tage von Thule
1889 wurde die „romantische Oper“ Die letzten Tage von Thule von Georg Wilhelm Rauchenecker uraufgeführt. In dieser Oper wird der sterbende König von seiner Geliebten mit seinem Sohn betrogen. Auch in der Opernhandlung spielt der Becher eine zentrale Rolle; er stammt aber nicht von der Geliebten des Königs, sondern von der Meeresgöttin. Ihn ins Meer zu werfen wird von deren Anhang als „Frevel“ bewertet.

#### Theodor Fontane:Effi Briest
Im 17. Kapitel von Theodor Fontanes Roman Effi Briest (1895 veröffentlicht) will Major Crampas, der Effi verführen möchte, das von Effi benutzte Trinkglas behalten. Daraufhin wirft diese ihm vor, er habe vor, „sich vor der Zeit auf den König von Thule hin auszuspielen“. Nachdem Crampas, Effis Anspielung verstehend, „mit einem Anflug von Schelmerei“ genickt hat, fährt sie mit den Worten fort: „Ich mag nicht als Reimwort auf Ihren König von Thule herumlaufen“.
Effi von Innstetten erkennt in Crampas’ Verhalten ein indirektes Goethe-Zitat. Sie kritisiert den Major dafür, dass er „vor der Zeit“ so tue, als sei er der König von Thule, indem er das Glas behalten will, aus dem sie getrunken hat. Sie gesteht ihm aber zu, sich nach ihrem Tod so zu verhalten, obwohl sie eigentlich nicht als seine Buhle gelten will, da sie verheiratet ist. Mit einem Gedicht, in dem es um ein außergewöhnliches Beispiel für Treue geht, leitet Fontane eine Affäre ein, die in einem fortgesetzten Akt der Untreue endet. Zugleich deutet er an, dass „Buhle“ trotz der Signale, die Goethes Ballade setzt, doch (auch in Goethes Gedicht selbst) die Bezeichnung für eine ehebrecherische Frau sein könnte. Zumindest versteht Effi den Begriff in diesem Sinn.

#### Alfred Nathan:Die Krimselich
Alfred Nathan veröffentlichte 1905 in seinem Gedichtband Chalomes – Klane Scherzlich das Gedicht Die Krimselich mit lachoudischen Hebraismen aus Mittelfranken, worin einerseits an die Stelle des Königs in Thule ein Jude in Halle tritt und andererseits ein jüdisches Gebäck zum Pessach-Fest, die Chremslach (Krimselich), die Rolle des Bechers zukommt: Während aber der König von Thule vor seinem Tod den heiligen Becher, aus dem er einen letzten Zug nimmt, seinen Erben nicht gönnt und ihn ins Meer wirft – womit er den Erben das weitere Trinken aus dem Becher verwehrt, die Tradition abreißen lässt und Unfrieden stiftet –, verfügt der Jude in Halle mit seinem letzten Willen, dass auch seine Erben wie er Krimselech essen sollen, und zwar immer gemeinschaftlich nach dem Ende von Jom Kippur, dem Versöhnungsfest.
Die Krimselich

Es war ein Jüdle in Halle,

Gar treu bis an das Grab,

Dem sterbend seine Kalle [*Braut*]

S’ Rezept für Krimselich gab.

Es ging ihm nichts darüber,

Er aß, bis er erblich,

Bei jeder großen Saute [*Festessen*]

Chuschefte [*anständige*] Krimselich.

Doch als er kam zu sterben,

Da sprach der treue Mann:

Mit Krimselich soll'n mein Erben

Jom Kipur beißen an. [*das Fasten brechen*]

Als seinen letzten Willen

Er endlich kundgetan,

Legt er sich hin zum Sterben,

Rührt Krimselich nimmer an.

#### Georg Britting:Der Gesang des Weckers (oder: Ein anderer König von Thule)
1953 verfasste Georg Britting für eine Ausgabe des Reisemagazins Merian eine Geschichte mit dem Titel Der Gesang des Weckers (oder: Ein anderer König von Thule). In dieser Geschichte wird der Protagonist, der verwitwete und kinderlose Redakteur Dr. Ehm, der jahrzehntelang für eine süddeutsche Zeitung gearbeitet hat, mit dem König von Thule verglichen. Dem Becher in Goethes Gedicht entspricht in Brittings Geschichte ein Wecker, der während der Berufszeit Dr. Ehms seinen Besitzer zuverlässig an jedem Arbeitstag um vier Uhr morgens geweckt hat. Am Tage nach seiner Pensionierung versenkt Dr. Ehm den Wecker in einem See, an dessen Ufer er ein Haus besitzt.
„Und auch ihm [Dr. Ehm] gingen die Augen über, als er dem Wecker nachstarrte, der klingelnd zur Tiefe fuhr, und ein Leben nahm er mit hinab“, kommentiert der Erzähler die „Entsorgung“ des Weckers nach dem Vorbild des Königs von Thule. Allerdings endet mit diesem Vorgang nicht Dr. Ehms gesamtes Leben, sondern nur sein Berufsleben, das trotz der Pflicht zum häufigen frühen Aufstehen von dem Neu-Rentner keineswegs negativ bewertet wird.

### Vertonungen
Aufgrund ihrer Beliebtheit im Volk wurde die Ballade über sechzigmal vertont, u. a. von folgenden Komponisten und Musikgruppen:
- Karl Siegmund Freiherr von Seckendorff (1782)
- Wilhelm Schneider (1805)
- Johann Friedrich Reichardt (1809)
- Carl Friedrich Zelter (1812)
- Franz Schubert (1816)
- Friedrich Silcher (1823)
- Hector Berlioz (1829 und 1846)
- Heinrich Marschner
- Franz Liszt (1843/rev. 1856)
- Robert Schumann (1849)
- Charles François Gounod
- Hans von Bülow
- Alphons Diepenbrock (1886, Orch. 1907)
- Hans Sommer (1920 oder 1921)
- Julius Röntgen (1931)
- Molotow Soda
- Faun (2002)
- Grailknights (2008)
- Urfaust (2010)
- Ernst Molden („Da guade Kaisa“, 2020)

## Übersetzungen
Dänische Übersetzung Der var en Konge i Thule, saa trofast til sin Grav. Hans Elskte med Lokker gule ham i Døden et Guld-Bæger gav… In: Chr. F. W. Bach: Faust. Tragoedie af Goethe. [Teil 1; auf Dänisch von…]. Kopenhagen 1847, S. 140 f.